# Crenidium
Crenidium és un gènere de plantes de flors pertanyent a la subfamilia Nicotianoideae, inclosa en la família de les solanàcies (Solanaceae). Comprèn una espècie àmpliament acceptada, Crenidium spinescens, nativa d'Austràlia. Alguns autors també inclouen l'espècie Crenidium subspinescens, malgrat que el seu estatus roman irresolt.